# みつどもべすと
『みつどもべすと』は、テレビアニメ『みつどもえ』のコンピレーション・アルバム。2011年4月6日にGloryHeavenから発売された。

## 概要
これまで発売された「みつどもえ キャラクターソング」などの各種登場人物のキャラクターソングに加え、千葉と佐藤のデュエット曲、宮下のキャラクターソングなどの新曲が収録されている。当初は3月23日に発売予定だったが東北地方太平洋沖地震の影響で発売が延期された。

## 収録曲
1. つよいするどいしょうがくせい [3:50]
歌:丸井みつば（高垣彩陽）・丸井ふたば（明坂聡美）・丸井ひとは（戸松遥）
作詞：畑亜貴、作曲・編曲：前山田健一
2. ありがたく思いなさいよねっ!! [3:15]
歌:丸井みつば（高垣彩陽）
作詞：前山田健一、作曲：L.Mount Garage、編曲：高田暁
3. ABCよりDEFっス!! [3:55]
歌:丸井ふたば（明坂聡美）
作詞・作曲・編曲：前山田健一
4. これでいいのか?〜はちゃめちゃライフ〜 [4:11]
歌:丸井ひとは（戸松遥）、
作詞・作曲：yozuca*、編曲：lotta
5. わたしはセ・レ・ブ! [3:12]
歌:杉崎みく（斎藤千和）、作詞・作曲：yozuca*、編曲：lotta
6. 悪霊さん いらっしゃい!! [3:55]
歌:松岡咲子（葉山いくみ）
作詞・作曲・編曲：前山田健一
7. もぅ絶対I♡YOU [3:27]
歌:佐藤が好きでしょうがない隊（茅原実里・井口裕香・内田彩）、作詞・作曲：yozuca*、編曲：戸田章世
8. チクビの七変化 [4:10]
歌:チクビ（斎藤桃子）
作詞・作曲・編曲：前山田健一
9. わが名はチェリーボーイ [3:47]
歌:矢部智（下野紘）
作詞：前山田健一、作曲：下野紘・前山田健一、編曲：前山田健一
10. ウザイカ [3:53]
歌:宮下（大原桃子）
作詞：前山田健一、作曲：前山田健一・トロイカ、編曲:前山田健一
11. 青春はハナヂ色 [4:08]
作詞・作曲・編曲：前山田健一
歌:千葉雄大（山本和臣）&佐藤信也（三瓶由布子）
12. まさか三卵性!? [3:55]
歌:丸井みつば（高垣彩陽）・丸井ふたば（明坂聡美）・丸井ひとは（戸松遥）
作詞：前山田健一、作曲：俊龍、編曲：前山田健一
13. もうすぐ中学生 [5:20]
作詞・作曲・編曲：前山田健一
歌:丸井みつば（高垣彩陽）・丸井ふたば（明坂聡美）・丸井ひとは（戸松遥）